# Новосибирский государственный педагогический университет
Федеральное государственное бюджетное образовательное учреждение высшего образования «Новосибирский государственный педагогический университет» (сокращённо ФГБОУ ВО «НГПУ») — высшее учебное заведение, расположенное в Новосибирске.

## История
Новосибирский педагогический институт был основан в 1935 году.
29 ноября 1935 г. — открытие вечернего городского педагогического института в составе четырёх факультетов: исторического, математического, естественного и литературного, на которые набрали 109 студентов.
В 1941—1943 годах НГПУ был эвакуирован в город Колпашево Томской области.

## Структура
В настоящее время в состав университета входят:
- Институт истории гуманитарного и социального образования (ИИГСО НГПУ)
- Институт искусств (ИИ НГПУ)
- Институт открытого дистанционного образования (ИОДО НГПУ)
- Институт менеджмента и социальных коммуникаций (ИМиСК НГПУ)
- Институт детства (ИД НГПУ)
- Факультет иностранных языков (ФИЯ)
- Институт физико-математического,  информационного и технологического образования (ИФМИТО НГПУ)[3][4]
- Институт филологии, массовой информации и психологии (ИФМИП НГПУ)
- Институт естественных и социально-экономических наук (ИЕСЭН НГПУ)
- Факультет психологии (ФП НГПУ)
- Институт дополнительного образования (ИДО НГПУ)
- Факультет физической культуры (ФФК НГПУ)
- Институт культуры и молодёжной политики (ИКиМП НГПУ)
- Аспирантура[5], докторантура[6]

## Издательская деятельность
Издаются научные журналы «Вестник педагогических инноваций», «Вестник Новосибирского государственного педагогического университета» (с 2018 года — Science for Education Today), «Сибирский филологический журнал», «Сибирский педагогический журнал», «Философия образования», «Развитие человека в современном мире» и «Современные тенденции изобразительного, декоративно-прикладного искусств и дизайна».

## Известные сотрудники
- Просенко, Александр Евгеньевич — доктор химических наук, заслуженный профессор, заслуженный работник высшей школы РФ.
- Шаров, Юрий Владимирович — член-корреспондент АПН СССР, доктор педагогических наук, профессор[14].

## Выпускники
См. категорию Выпускники Новосибирского педагогического университета